# Expedition 57
Expedition 57 è stata la 57ª missione di lunga durata verso la Stazione spaziale internazionale. È iniziata il 4 ottobre con il rientro sulla Terra della Sojuz MS-08 e si è conclusa il 20 dicembre 2018 con lo sgancio della Sojuz MS-09.

## Equipaggio
| Ruolo               | Ottobre – Dicembre 2018                  | Dicembre 2018                            |
| ------------------- | ---------------------------------------- | ---------------------------------------- |
| Comandante          | Alexander Gerst, ESA Secondo volo        | Alexander Gerst, ESA Secondo volo        |
| Ingegnere di volo 1 | Sergej Prokop'ev, Roscosmos Primo volo   | Sergej Prokop'ev, Roscosmos Primo volo   |
| Ingegnere di volo 2 | Serena Auñón-Chancellor, NASA Primo volo | Serena Auñón-Chancellor, NASA Primo volo |
| Ingegnere di volo 3 |                                          | Oleg Kononenko, Roscosmos Quarto volo    |
| Ingegnere di volo 4 |                                          | David Saint-Jacques, CSA Primo volo      |
| Ingegnere di volo 5 |                                          | Anne McClain, NASA Primo volo            |

### Equipaggio originario
| Ruolo               | Ottobre 2018                             | Ottobre – Dicembre 2018                  |
| ------------------- | ---------------------------------------- | ---------------------------------------- |
| Comandante          | Alexander Gerst, ESA Secondo volo        | Alexander Gerst, ESA Secondo volo        |
| Ingegnere di volo 1 | Sergej Prokop'ev, Roscosmos Primo volo   | Sergej Prokop'ev, Roscosmos Primo volo   |
| Ingegnere di volo 2 | Serena Auñón-Chancellor, NASA Primo volo | Serena Auñón-Chancellor, NASA Primo volo |
| Ingegnere di volo 3 |                                          | Aleksej Ovčinin, Roscosmos Secondo volo  |
| Ingegnere di volo 4 |                                          | Nick Hague, NASA Primo volo              |

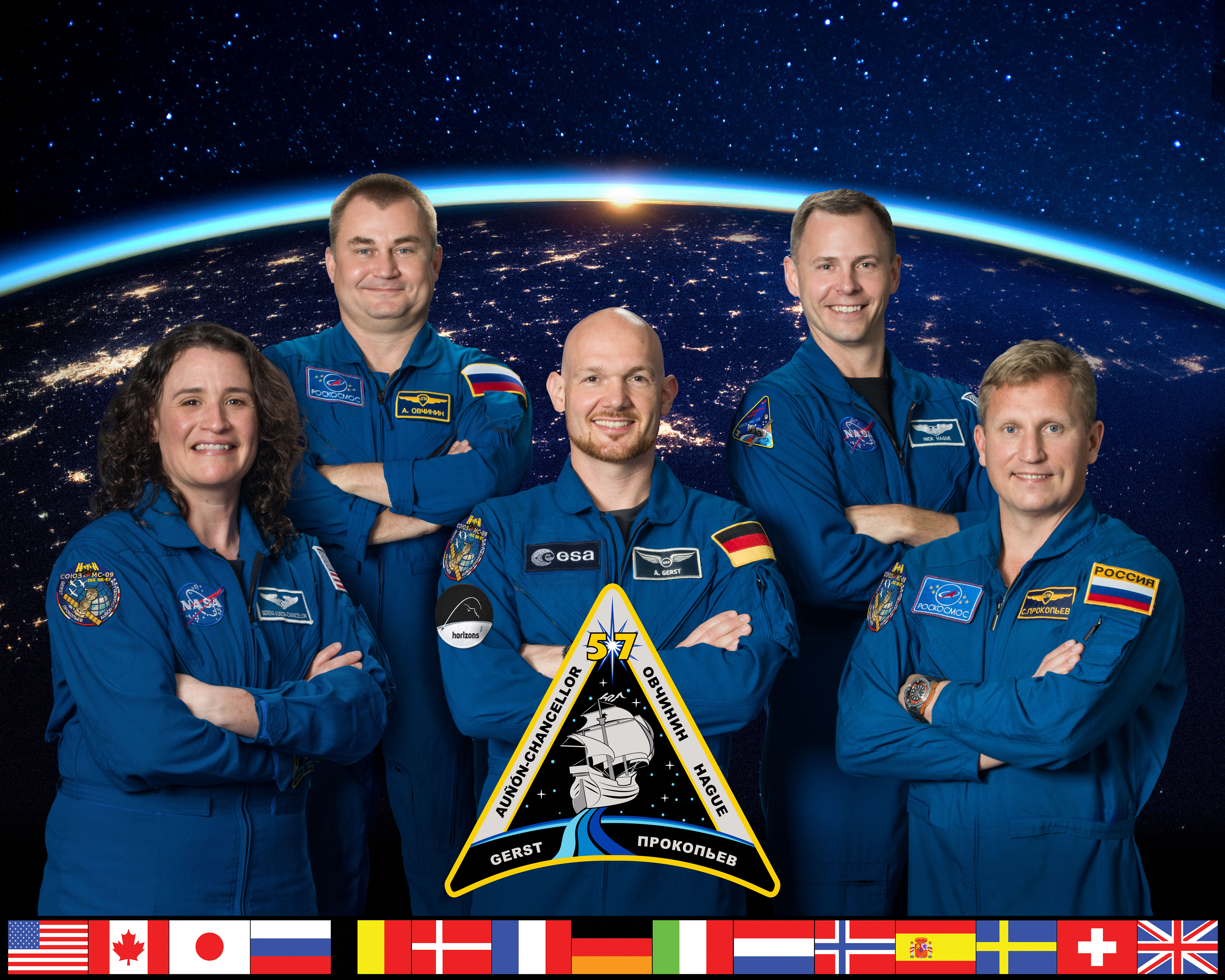
L'equipaggio originario con Aleksej Ovčinin e Nick Hague

Il 18 gennaio 2018, a cinque mesi dal lancio, la NASA ha annunciato la sostituzione di Jeanette Epps con Serena Auñón-Chancellor come membro della missione Expedition 56/57. Ad aprile 2018 Nikolaj Tichonov è stato rimosso dall'equipaggio della Sojuz MS-10 per le Expedition 57/58 per i ritardi del lancio del modulo russo Nauka. A causa dell'incidente l'equipaggio della Sojuz MS-10 non ha potuto partecipare all'Expedition 57 e al loro posto il 3 dicembre 2018 è stato lanciato l'equipaggio della Sojuz MS-12 che farà parte delle Expedition 57/58/59. L'atterraggio della Sojuz MS-09 è stato invece posticipato di una settimana per permettere a Prokop'ev e Kononenko di svolgere un'EVA per analizzare l'esterno della Sojuz MS-09 danneggiata ad agosto 2018.

## Missione
L'Expedition 57 è iniziata il 4 ottobre 2018 alle 07:57 UTC quando la Sojuz MS-08 con il suo equipaggio (Artem'ev, Feustel e Arnold) si è sganciata dal boccaporto zenith di Poisk.

### Lancio della Sojuz MS-10
L'11 ottobre 2018, gli occupanti della ISS (Alexander Gerst, Sergej Prokop'ev e Serena Auñón-Chancellor) avrebbero dovuto accogliere l'equipaggio della Sojuz MS-10 ( Aleksej Ovčinin e Tyler Hague), ma il volo è stato abortito poco dopo il lancio a causa di un'anomalia nella separazione di uno dei booster del lanciatore che ha comportato un atterraggio di emergenza della capsula sulla Terra, senza conseguenze per gli occupanti. Si è trattato del primo lancio fallito in 43 anni (dalla Sojuz 18-1) di una navicella Sojuz. A causa del mancato arrivo della Sojuz MS-10 alla ISS, l'equipaggio della Stazione per la maggior parte dell'Expedition sarà costituito dai soli tre membri della Sojuz MS-09. Le attività extraveicolari (EVA) pianificate per il controllo esterno della Sojuz MS-09 (per il foro individuato il 30 agosto 2018) sono state rimandate ai primi di dicembre quando partirà la Sojuz MS-11 con a bordo il cosmonauta Oleg Kononenko.

### Sgancio HTV-7
Il 7 novembre 2018 alle 16:51 UTC Gerst e Auñón-Chancellor hanno usato il Canadarm2 per rilasciare la navicella HTV-7. Il 10 novembre poco dopo il deorbit burn e poco prima di entrare in atmosfera, una piccola capsula dotata di scudo termico si è separata dall'HTV-7 per dimostrare la sua abilità nel rientrare in atmosfera senza distruggersi. La capsula ha eseguito nominalmente il suo compito, aprendo il paracadute di cui era dotata e ammarando vicino alle coste giapponesi dove una squadra di recupero l'ha prelevata. La navicella HTV-7 invece ha effettuato un rientro distruttivo in atmosfera sull'Oceano Pacifico.

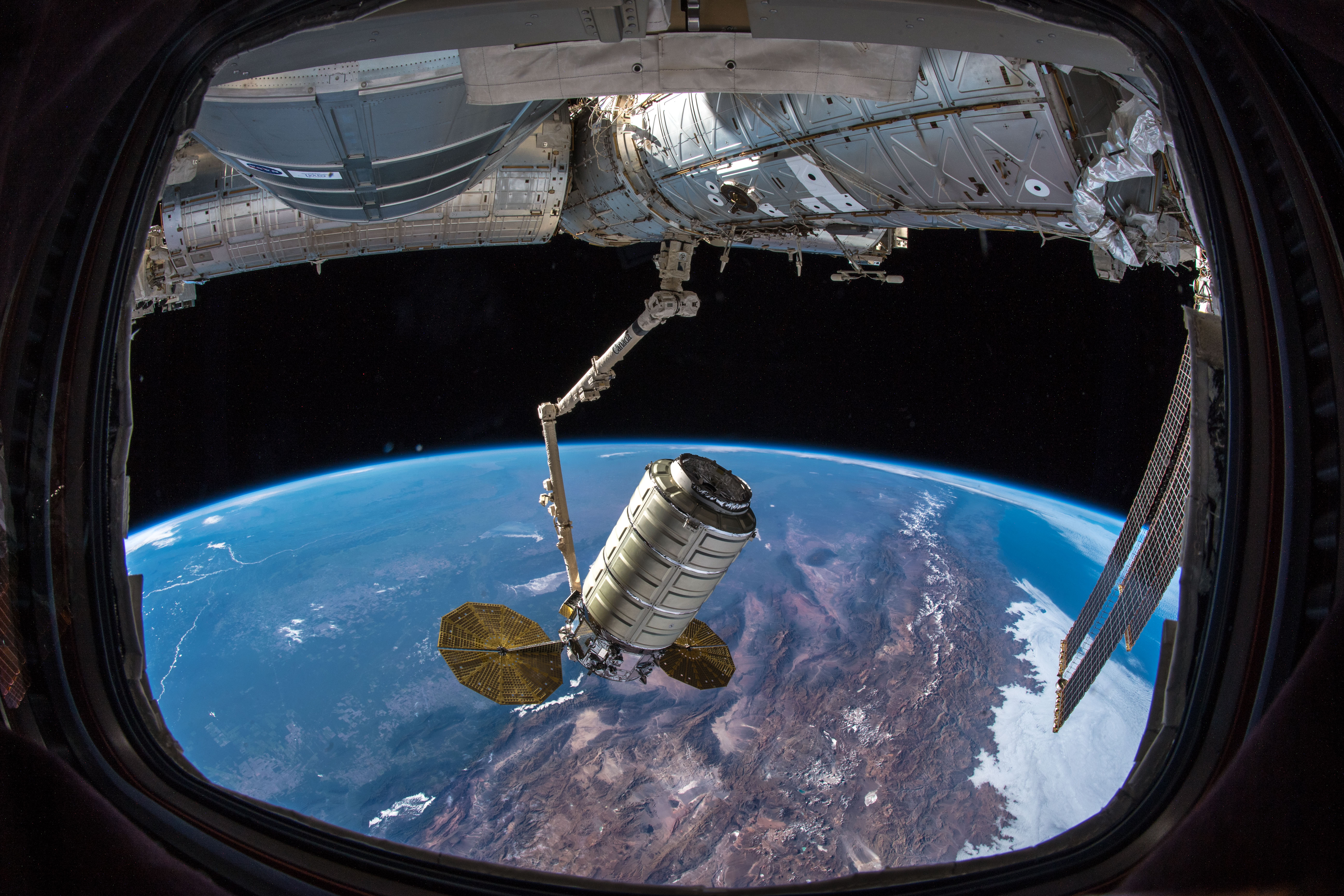
La Cygnus NG-10 poco dopo la sua cattura con il Canadarm2

### Lancio e attracco della Progress MS-10
Il lancio del cargo Progress MS-10 è avvenuto nominalmente il 16 novembre 2018 alle 18:14 UTC dal Cosmodromo di Bayqoñyr. È stato il primo lancio russo verso la ISS dopo l'incidente accaduto alla Sojuz MS-10. Il 18 novembre alle 19:28 UTC si è attraccata autonomamente al boccaporto posteriore di Zvezda, sotto la supervisione dell'unico cosmonauta a bordo, Prokop'ev.

### Lancio e attracco della Cygnus NG-10
Il 17 novembre 2018 alle 09:01 UTC un lanciatore Antares ha messo in orbita la navicella cargo Cygnus NG-10 (S.S. John Young). Dopo due giorni di viaggio, il 19 novembre alle 10:28 UTC Auñón-Chancellor ha catturato la navicella con il braccio robotico mentre Gerst controllava i sistemi della Cygnus. Poco dopo i controllori a terra hanno agganciato la navicella al boccaporto nadir di Harmony dove resterà agganciata per diversi mesi. Tra l'attracco della Progress MS-10 e quello di Cygnus NG-10 sono passate esattamente 15 ore, il minor tempo mai trascorso tra gli attracchi di due navicelle.

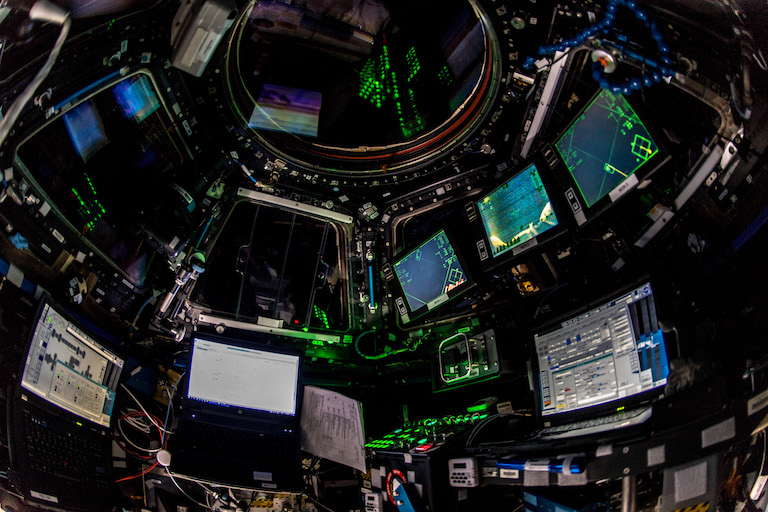
L'equipaggiamento per monitorare l'attracco di Dragon all'interno della Cupola

### Lancio e attracco della Sojuz MS-11
La Sojuz MS-11 con il suo equipaggio (Kononenko, Saint-Jacques, McClain) è stata lanciata il 3 dicembre 2018 alle 11:31 UTC dal Cosmodromo di Baikonur in direzione della ISS. Sei ore dopo il lancio, alle 17:33 UTC, la Sojuz si è attraccata automaticamente al boccaporto zenith di Poisk dove resterà attraccata per sei mesi e mezzo. Dopo aver completato le procedure di controllo tenuta di pressione tra la Stazione e la Sojuz, sono stati aperti gli hatch e il trio è entrato sulla ISS. Conclusa la tradizionale telefonata con le famiglie a Terra, l'equipaggio dell'Expedition 57 guidato dal comandante Gerts ha ripassato le procedure da svolgere in caso d'emergenza. Durante la loro permanenza in orbita il trio svolgerà altre simulazioni d'emergenza per essere preparati a qualunque situazione imprevista.

### Lancio e attracco della SpaceX CRS-16
Il 5 dicembre 2018 alle 18:16 la navicella cargo Dragon è partita da Cape Canaveral per rifornire la ISS di esperimenti, hardware e provviste per l'equipaggio. Il trunk della navicella conteneva gli esperimenti Robotic Refueling Mission-3 (RRM3) e Global Ecosystem Dynamics Investigation (GEDI). L'8 dicembre alle 12:21 UTC Gerst e Aunon hanno catturato la navicella con il braccio robotico Canadarm2 che  è stata poi agganciata al boccaporto nadir di Harmony dai controllori a terra. Il ritorno di Dragon sulla Terra è previsto per il 13 gennaio 2019, dopo esser stata caricata dei campioni degli esperimenti svolti durante la sua permanenza sulla ISS.

### EVA russa 45A

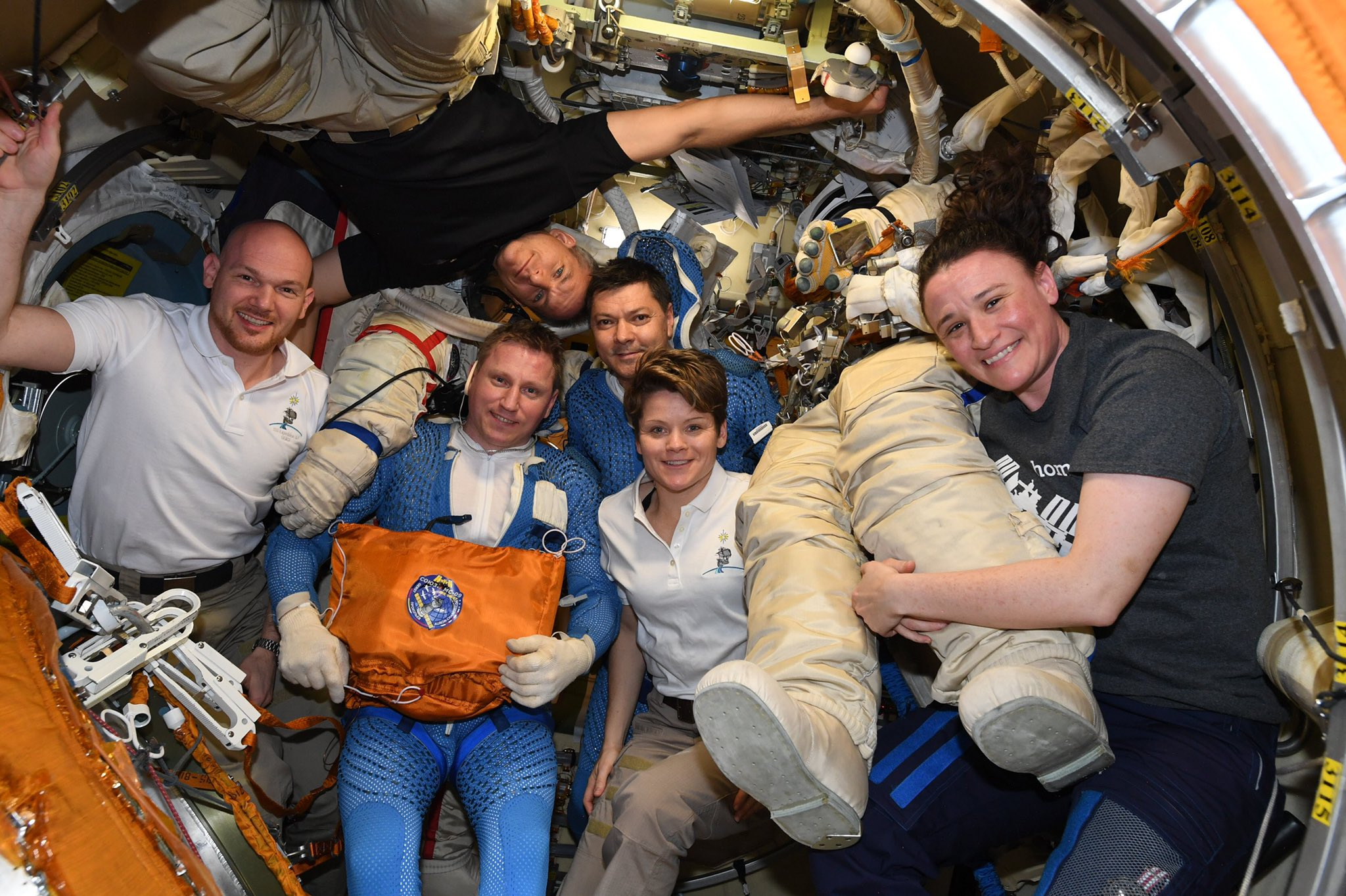
Kononenko, Prokop'ev e il resto dell'equipaggio poco dopo l'EVA russa 45A

L'11 dicembre 2018 i cosmonauti Oleg Kononenko (EV1, strisce rosse, camera #17) e Sergej Prokop'ev (EV2, strisce blu, camera #20) hanno svolto un'attività extraveicolare (VDK-45A) di 7 ore e 45 minuti per analizzare l'esterno della Sojuz MS-09 sulla quale era stato individuato un foro che ha causato la depressurizzazione del 29 agosto 2018. 
Alle 15:59 UTC sono usciti dal portello del modulo Pirs e si sono traslati lungo la gru telescopica Strela-1 fissata su modulo Poisk. Usando la stessa gru Prokop'ev ha trasportato Kononenko e l'attrezzatura da EVA sino al modulo Zarja e poi ha raggiunto il collega traslando manualmente lungo la gru (T+2 ore). La superficie esterna della Sojuz è priva di maniglie, perciò i cosmonauti hanno utilizzato un'altra gru (Strela-2) situata su Zarja per arrivare sino al Modulo orbitale della Sojuz MS-09. In particolare, con Kononenko fissato alla fine della gru sul foot restraint, Prokop'ev ha nuovamente esteso Strela-2 e poi ha raggiunto Kononenko. Una volta che entrambi i cosmonauti sono arrivati al Modulo orbitale (T+4 ore) hanno strappato un rettangolo dell'isolamento multistrato (MLI) della Sojuz con un coltello e il rivestimento metallico anti-micrometeoriti (MMOD) con un paio di cesoie. Dopo un'ora e mezza di lavoro hanno individuato il foro, al quale hanno fatto delle foto e prelevato dei campioni inclusa la raccolta di un po' del sigillante che fuoriusciva da esso (T+6 ore). Per mancanza di tempo non hanno potuto ricoprire il vano che avevano creato e sono tornati a Pirs compiendo il percorso inverso dell'andata. La mancanza di copertura del vano non è un problema, dato che il modulo orbitale verrà sganciato dal modulo di rientro prima dell'entrata in atmosfera. Le foto e i campioni da loro prelevati ritorneranno a Terra il 20 dicembre con la Sojuz MS-09 per ulteriori analisi.

### Cambio di comando Gerst – Kononenko
Il 18 ottobre 2018 alle 21:40 UTC il comandante dell'Expedition 57 Gerst ha passato il comando della ISS al comandante dell'Expedition 58 Kononenko. L'Expedition 57 si è conclusa ufficialmente il 20 dicembre 2018 alle 01:40 UTC al momento dello sgancio della Sojuz MS-09 con a bordo Prokop'ev, Gerst e Auñón-Chancellor, dando inizio all'Expedition 58.

## Esperimenti
Gli esperimenti principali svolti dall'equipaggio o all'esterno della Stazione durante l'Expedition 57:

### ACE-T12
Advanced Colloids Experiment-Nanoparticle Haloing (ACE-T12) è un esperimento sui colloidi in microgravità che coinvolge la progettazione e realizzazione di complesse strutture in tre dimensioni di colloidi o particelle di diverse dimensioni sospese in un fluido. La tecnica scoperta di recente, Nanoparticle Haloing (NPH), usa le nanoparticelle altamente caricate per stabilizzare particelle molto più grandi non-cariche. Permettere a queste strutture di formarsi in microgravità potrebbe aiutare a comprendere il rapporto fra la figura, la carica di superficie, la concentrazione e l'interazione tra le particelle.

### APEX-05 LMM
Quando le piante sulla terra sperimentano la riduzione dell'ossigeno disponibile (ipossia) che si presenta durante i periodi di inondazione del terreno si innesca una risposta stressante. Tali eventi ipossici naturali sono percepiti dalle piante e possono portare a cambiamenti nella crescita e nello sviluppo di esse per aumentare le possibilità di sopravvivenza della pianta, o in casi estremi portare a perdite significative nella produttività e persino alla morte vegetale. L'esperimento Spaceflight-Induced Hypoxic/Reactive Oxygen Species (ROS) Signaling (APEX-05) determinerà come le condizioni del volo spaziale contribuiscono allo stress indotto dall'ipossia e utilizzeranno il Light Microscopy Module (LMM), un microscopio ottico all'avanguardia, per visualizzare lo stress vegetale.

### Bioprinter 3D
Il Bioprinter magnetico permetterà la creazione di tessuti e di organi ipersensibili alle radiazioni spaziali (ad esempio, la ghiandola tiroidea) al fine di monitorare gli effetti negativi della radiazione cosmica durante un soggiorno prolungato nello spazio e per lo sviluppo di contromisure preventive. È il primo tipo di stampante di questo genere ad essere mandato in orbita. Il primo prototipo si trovava a bordo della Sojuz MS-10 durante l'incidente andando perso, ma il 3 dicembre è stato lanciato con successo sulla Sojuz MS-11.

### BioScience-4
The Impact of Real Microgravity on the Proliferation of Human Neural Stem Cells and Derived-Oligodendrocytes (BioScience-4) è il primo studio che indaga sulla moltiplicazione delle cellule staminali del sistema nervoso in microgravità. Questo esperimento proverà se queste importanti cellule dal cervello e dal midollo spinale si dividono più velocemente in due cellule figlie in microgravità di quanto non facciano sulla Terra. La crescita più accentuata di queste cellule nello spazio potrebbe essere la causa dell'aumento della pressione intracranica che è stata osservata negli astronauti durante il volo spaziale. L'aumento della pressione intracranica può causare problemi alla vista, emicranie e altri problemi seri di salute ed è una sfida per le missioni spaziali di esplorazione di lunga durata. Questo esperimento potrà aiutare gli scienziati a sviluppare adeguate contromisure per gli astronauti e per i pazienti sulla Terra che soffrono di queste condizioni. Conoscendo i meccanismi che causano la divisione più rapida di queste cellule in microgravità si potrebbe arrivare ad una nuova conoscenza nella produzione delle cellule staminali per le terapie sostitutive delle cellule.

### CASIS PCG 16

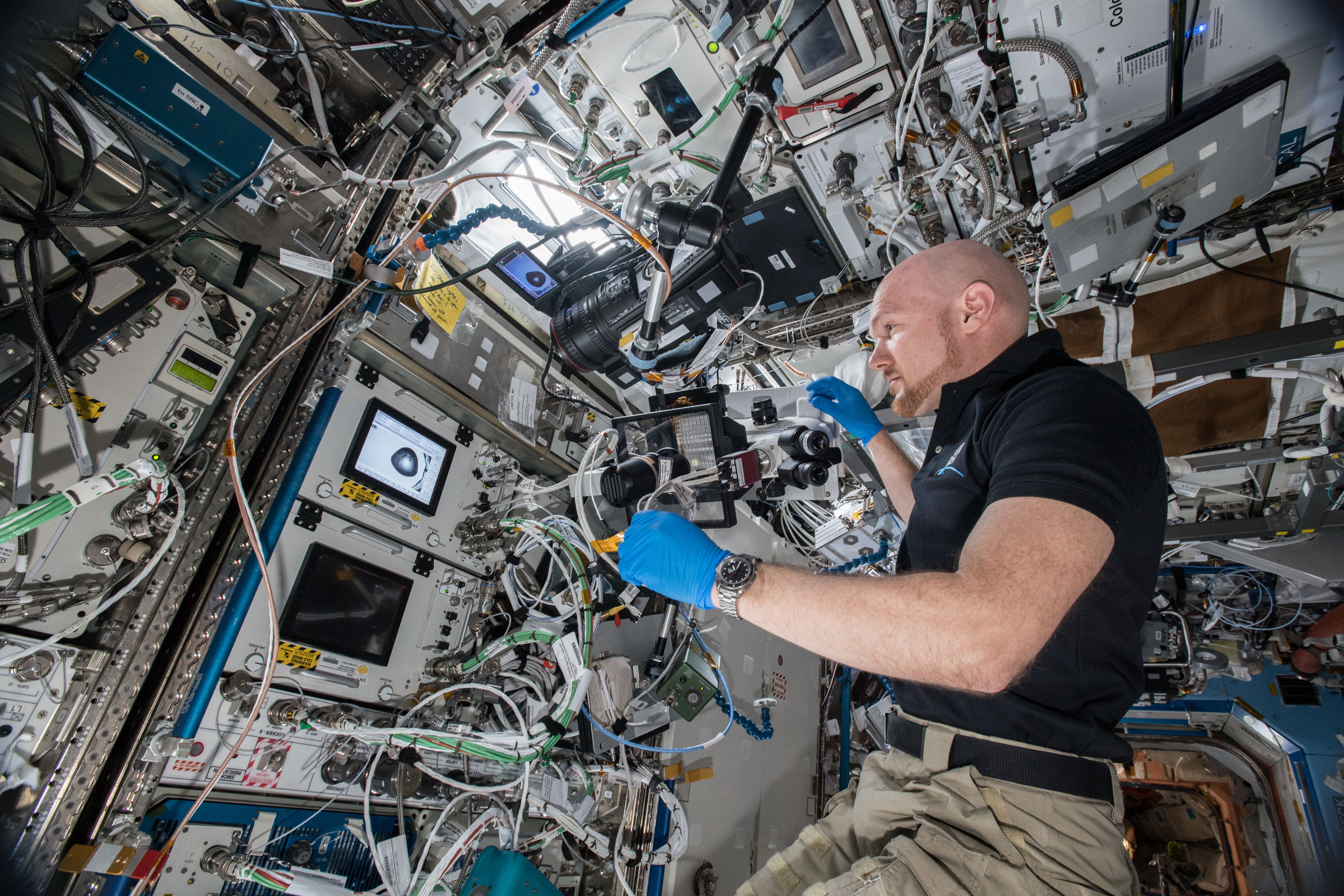
Alexander Gerst lavora sull'esperimento CASIS PCG 16 nel lab Destiny

Crystallization of LRRK2 Under Microgravity Conditions-2 (CASIS PCG 16) valuta la crescita dei cristalli della proteina Dardarina (Leucine Rich Repeat Kinase, LRRK2) in microgravità. La dardarina è implicata nella malattia di Parkinson, ma i cristalli della proteina cresciuti sulla Terra sono troppo piccoli e compatti per studiarli. L'analisi dettagliata dei cristalli di dimensioni più grandi può definire la forma e la morfologia esatta della proteina e aiutare gli scienziati a capire meglio la malattia.

### Cemisca
L'esperimento Design of Scalable Gas Separation Membranes via Synthesis Under Microgravity (Cemisca) testa un nuovo approccio di utilizzo delle particelle di calcio-silicato (C-S) per sintetizzare le membrane nanoporose (quelle con pori delle dimensioni di 100 nanometri o più piccoli) che possono separare le molecole di anidride carbonica dall'aria o da altri gas. La separazione della membrana è tra le tecnologie più efficienti e convenienti per la rimozione dell'anidride carbonica dai gas di scarto per ridurre le emissioni del gas serra. Sintetizzare i materiali in microgravità può risolvere le sfide esistenti nella produzione delle membrane e portare allo sviluppo di membrane a basso costo con un flusso e una stabilità migliore ad alte temperature.

### ECOSTRESS
L'esperimento Ecosystem Spaceborne Thermal Radiometer Experiment on Space Station (ECOSTRESS) fornisce le prime misurazioni termiche infrarosse spaziotemporali di sempre della superficie Terrestre dalla ISS. Rilevate diverse volte durante il ciclo diurno, queste misurazioni potranno aiutare a rispondere a quesiti chiave scientifici sui cambiamenti dell'acqua e della vegetazione.

### EXCISS
Siamo polvere di stelle, come dice il proverbio, ma rimangono molte domande su come la polvere originariamente sia stata creata dai processi della stella trasformata poi in particelle di dimensioni intermedie, che alla fine ha formato pianeti, lune e altri oggetti. L'esperimento Experimental Chondrule Formation at the International Space Station (EXCISS) simula le condizioni di alta energia e bassa gravità presenti nel Sistema solare durante la formazione utilizzando telecamere automatiche e un apparato a bordo della ISS. EXCISS colpisce una polvere specificatamente formulata con la corrente elettrica e poi studia la forma e la struttura dei pallini formati in assenza di gravità. La polvere è costituita da particelle di forsterite (Mg2SiO4), il principale minerale in molti meteoriti e relative ad olivina, noto anche come peridoto. Le particelle sono della grandezza del diametro di un pelo umano.

### GEDI
The Global Ecosystem Dynamics Investigation (GEDI) è uno strumento che misura e mappa le foreste tropicali e temperate della Terra in 3D. Le misure rilevate dal sistema laser di GEDI aiuterà gli scienziati a determinare quanto carbonio è  presente nelle foreste del globo, quanto gli ecosistemi potranno assorbire l'aumento delle concentrazioni di anidride carbonica nell'atmosfera terrestre e l'impatto dei cambiamenti forestali sulla varietà di vita in tutto il mondo o in un habitat particolare.

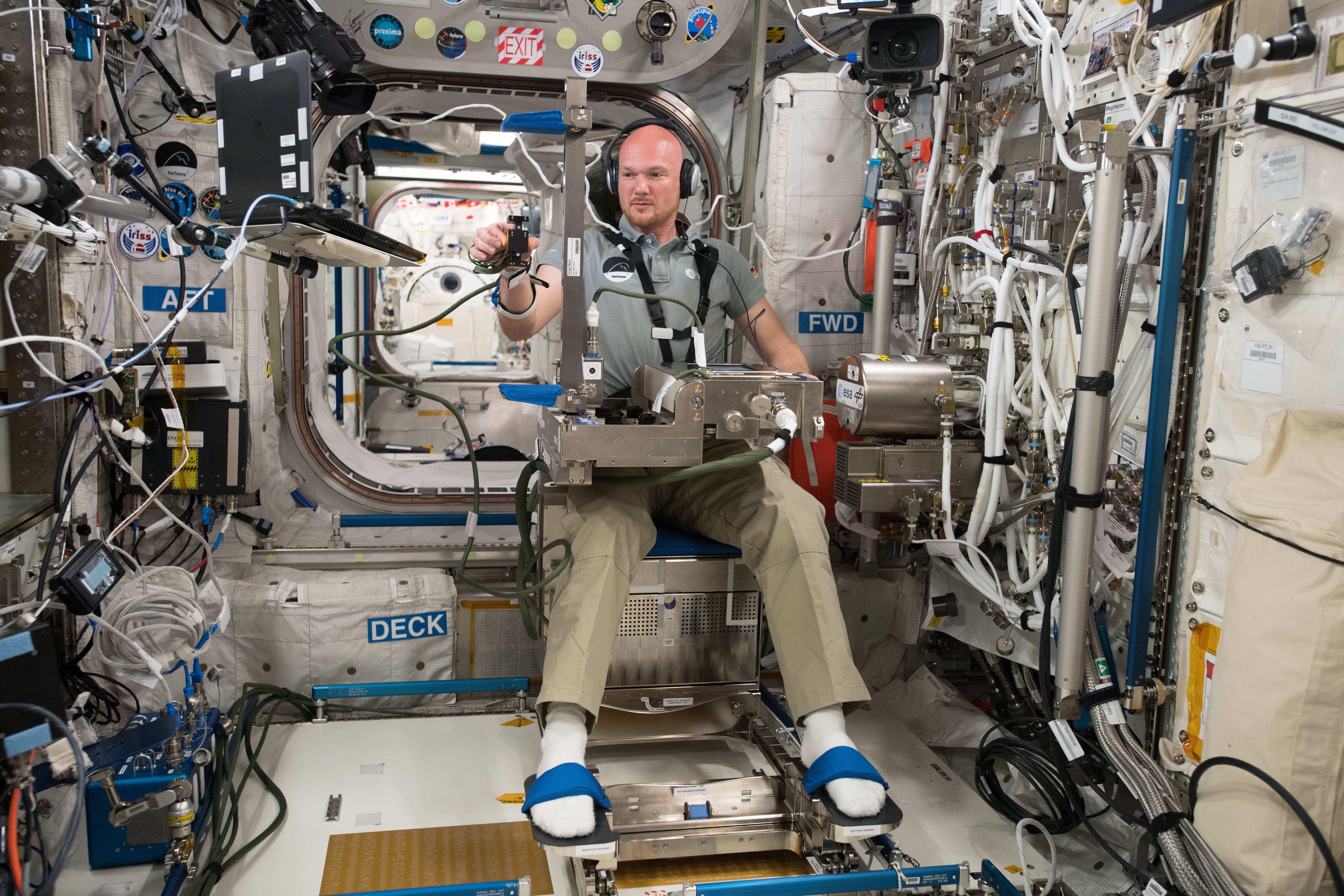
Alexander Gerst lavorando sull'esperimento GRIP dentro Columbus

### GRIP
L'esperimento GRIP studia gli effetti delle missioni di lunga durata sulle capacità dei soggetti umani di regolare la forza di presa e le traiettorie degli arti superiori mentre manipolano degli oggetti svolgendo diversi tipi di movimenti: movimenti oscillatori, rapidi movimenti discreti e il gesto di cliccare.

### LMMBIO-2
L'esperimento Light Microscopy Module (LMM) BIO-2 (LMMBIO-2) mira a capire come le condizioni del flusso dei fluidi influenzino la formazione di cristalli proteici. Gli esperimenti da effettuare sulla ISS coinvolgeranno quattro proteine: p53, uno dei più importanti soppressori tumorali, che trasforma, dopo la mutazione, a un potente promotore del cancro; hnRNPA2 LC, la cui aggregazione è legata alla SLA; anemia falciforme mutante, la cui aggregazione/polimerizzazione causa un forte dolore, e lisozima, un enzima antimicrobico prodotto da esseri umani e animali che fa parte del sistema immunitario, ed è il cavallo di battaglia delle ricerche di biofisica delle proteine. Questa indagine controllerà quindi l'evoluzione delle quattro proteine in microgravità, in assenza di eccitazione o sedimentazione. Le osservazioni saranno utilizzate per sviluppare una nuova visione globale sugli aspetti fondamentali nella formazione dei cristalli. Si creeranno dei modelli di fisica per comprendere meglio gli effetti del flusso dei fluidi presenti nei sistemi di produzione a Terra.

### LMMBIO-6
Per determinare la forma dei cristalli, che è troppo piccola per vedersi al microscopio, gli scienziati usano una tecnica chiamata cristallografia a raggi X.  L'esperimento Growth Rate Dispersion as a Predictive Indicator for Biological Crystal Samples Where Quality can be Improved with Microgravity Growth (LMMBIO-6) cerca di comprendere come le informazioni sulla forma di una molecola possano essere utilizzate per capire come esse funzionano. Ciò può essere particolarmente importante per determinare come funzionano e come interagiscono le proteine tra di loro o con le altre molecole, ad esempio le droghe. Una limitazione nella capacità di determinare una struttura proteica mediante la cristallografia a raggi x è la disponibilità di cristalli di alta qualità.  La crescita dei cristalli in microgravità può fornirne una qualità migliore in alcuni casi, ma non in tutti i campioni si riscontra lo stesso tasso di miglioramento. Se si riuscisse a prevedere in quali cristalli la crescita in microgravità è maggiore, allora si potrebbero fare scelte migliori per gli esperimenti futuri così da consentire un utilizzo più efficiente della ISS.

### LMM Biophysics 4
Le proteine sono importanti molecole biologiche che possono essere cristallizzate per fornire viste migliori della loro struttura, e ciò aiuta gli scienziati a capire come funzionano. Le proteine cristallizzate in microgravità sono spesso di qualità più elevata di quelle cresciute sulla Terra. The Effect of Macromolecular Transport on Microgravity Protein Crystallization (LMM Biophysics 4) indaga sul perché avvenga ciò esaminando il movimento delle molecole della singola proteina in microgravità.

### Micro-14
L'esperimento Characterizing the Effects of Spaceflight on the Candida albicans Adaptation Response (Micro-14) estende gli studi dei precedenti voli riguardo ad un lievito opportunistico, Candida albicans, per definire i meccanismi che portano all'adattamento cellulare nell'ambiente spaziale. Come agente patogeno opportunistico, il C. albicans è capace di causare malattie gravi e mortali negli ospiti immunodeficienti. Questa indagine mira a valutare le risposte del microrganismo alla condizione di microgravità, a valutare i cambiamenti a livello fisiologico, cellulare e molecolare, e a caratterizzare i fattori di virulenza.

### Molecular Muscle
L'esperimento Molecular Muscle esamina le cause molecolari delle anomalie del muscolo durante il volo spaziale per determinare delle contromisure efficaci. Utilizzando l'organismo C. Elegans, un nematoda che si adatta molto bene all'ambiente di microgravità, l'esperimento ha come obiettivo l'individuazione delle alterazioni molecolari che sono più spesso correlate con le anomalie muscolari e metaboliche delle varie specie durante il volo spaziale. Questo studio potrebbe dare ai ricercatori una migliore comprensione del perché i muscoli si deteriorano in microgravità, in modo da poter migliorare i metodi per aiutare i membri dell'equipaggio a mantenere la loro forza nello spazio. La ricerca potrebbe anche portare a nuovi trattamenti medici per coloro che soffrono di perdita muscolare cronica, come gli anziani.

### MVP Cell-05
Microgravity Investigation of Cement Solidification - Multi-use Variable-g Processing Facility (MVP Cell-05) indaga sul complesso processo di solidificazione del cemento. Ci sono stati numerosi esperimenti che hanno studiato come creare e usare il calcestruzzo fuori dalla Terra, tra cui il Microgravity Investigation of Cement Solidification (MICS), che studiava la solidificazione in microgravità. Una dettagliata valutazione microstrutturale dei campioni aiuterà gli ingegneri a comprenderne meglio la microstruttura e le loro proprietà, portando alla progettazione di habitat spaziali più sicuri e leggeri, e migliorando le tecniche di lavorazione del cemento sulla Terra.

### Perfect Crystals
L'esperimento Growth of Large, Perfect Protein Crystals for Neutron Crystallography (Perfect Crystals) cristallizza il Superossido Dismutasi Manganese umano (MnSOD o SOD2) per analizzarne la forma. Questo studio cerca di comprendere come la proteina antiossidante aiuti a proteggere il corpo umano dalle radiazioni ossidanti e dagli ossidi creati come sottoprodotto del metabolismo. Per ottenere risultati ottimali, la tecnica di analisi richiede cristalli di grandi dimensioni con imperfezioni minime, i quali sono prodotti più facilmente in microgravità. Gli astronauti sono significativamente più esposti alle radiazioni ossidanti rispetto alle persone sulla Terra, e durante i lunghi viaggi spaziali possono ricevere dosi pericolose che creano le Specie Reattive dell'Ossigeno (ROS). Queste possono danneggiare il DNA e altre biomolecole, causando malattie come il cancro. L'enzima MnSOD converte le ROS in ossigeno molecolare e perossido di idrogeno, che altri enzimi possono quindi abbattere. Capire come funziona il MnSOD potrebbe aiutare i ricercatori a sviluppare tecniche artificiali per ridurre le ROS e proteggere gli astronauti durante le future missioni di lunga durata e inoltre sviluppare metodi migliori di prevenzione e trattamento per queste malattie.

### Rad-Dorm
L'esperimento Evaluation of ISS Environmental Radiation Damage on Cryopreserved Mammalian Cells (Rad-Dorm) utilizzerà dei campioni biologici conservati a temperature molto fredde per valutare l'impatto delle radiazioni nell'ambiente spaziale. I ricercatori effettueranno delle analisi dopo che i campioni torneranno sulla Terra per determinare il danno accumulato nel DNA come conseguenza all'esposizione delle radiazioni e le squadre confronteranno i tipi di cellule, le specie ed i campi di radiazione per ricavarne informazioni aggiuntive. I dati ottenuti da questo studio potranno essere utilizzati come riferimento per altri studi relativi alle radiazioni spaziali in diversi ambienti gravitazionali e radioattivi.

### RR-8
Il volo spaziale sembra accelerare l'invecchiamento sia degli esseri umani che dei topi, e produce rapidamente cambiamenti importanti, tra cui la perdita ossea e di massa muscolare, la disfunzione del sistema immunitario e l'indebolimento del sistema cardiovascolare. Rodent Research-8 (RR-8) è uno studio che aiuterà a comprendere meglio la fisiologia di invecchiamento ed il ruolo che gioca sulla progressione della malattia negli esseri umani, portando allo sviluppo di nuove terapie per le persone che soffrono di questa patologie, tra cui gli astronauti e le persone anziane sulla Terra.

### RRM3
I liquidi criogenici sono sostanze fredde con punti di ebollizione molto bassi. Vengono usati come propellente per razzi, veicoli spaziali e attrezzature spaziali. Robotic Refueling Mission 3 (RRM3) dimostrerà le tecnologie per immagazzinare e trasferire il metano liquido, un tipo di liquido criogenico, nello spazio per la prima volta. Il test aiuterà la NASA a sviluppare le capacità per assistere e rifornire una navicella spaziale in orbita e permettere quindi voli di lunga durata.

### VECTION
L'obiettivo dell'esperimento The Effect of Long Duration Hypogravity on the Perception of Self-Motion (VECTION) è quello di determinare in che misura la capacità di un astronauta di interpretare visivamente i movimenti, l'orientamento e la distanza può essere distorta in un ambiente di microgravità e come cambia una volta tornato sulla Terra. Utilizzando un display a realtà virtuale, gli astronauti stimano la distanza e la lunghezza di un oggetto, e l'orientamento dei loro corpi nello spazio. I test sono effettuati prima, durante e dopo il volo spaziale per investigare sull'adattamento nello spazio e il processo di recupero sulla Terra.

### Veg-04A

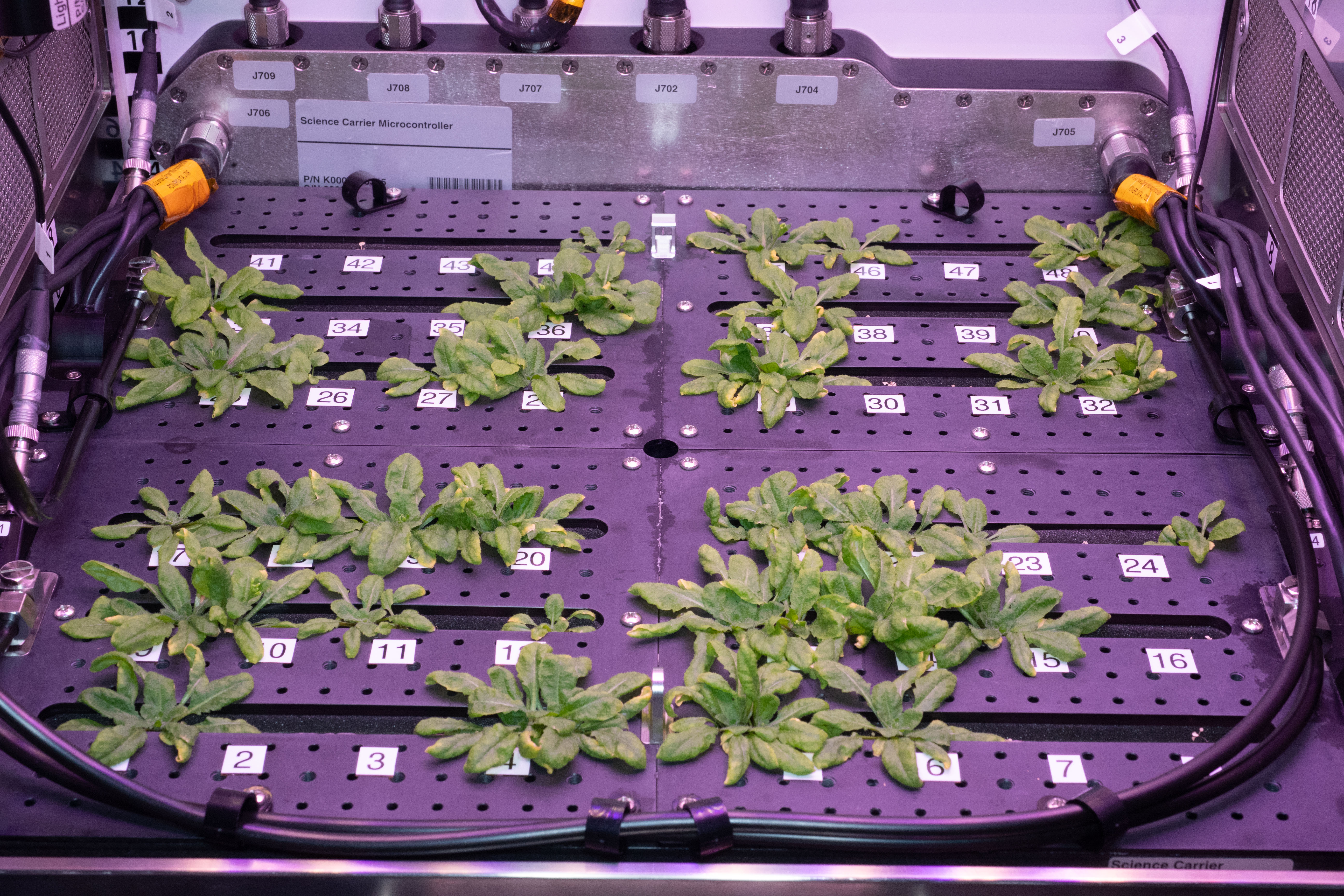
La serra con dentro uno degli esperimenti Veggie

L'esperimento è costituito da un insieme di sacchetti di piccole dimensioni che contengono un materiale senza suolo e fertilizzante a rilascio controllato che consentono alle piante vegetali di crescere. Le piante della senape Mizuna cresceranno nelle unità del Veggie sotto due condizioni differenti di illuminazione LED. Come parte dello studio "Pick-and-Eat Salad-Crop Productivity, Nutritional Value, and Acceptability to Supplement the ISS Food System: Veg-04A", questo progetto diviso per fasi (Veg-04A, Veg-04B e Veg-05) sta cominciando ad affrontare la necessità di un continuo sistema di produzione di alimenti freschi nello spazio. La determinazione dell'adeguatezza dei sistemi di produzione di alimenti freschi è importante, non solo dal punto di vista della sicurezza alimentare, del valore nutrizionale e dell'accettabilità del prodotto, ma anche di potenziali benefici per la salute comportamentale, come la riduzione dello stress. La ricerca di Veg-04A si concentra sull'impatto della qualità della luce e del fertilizzante sulla crescita delle colture durante la crescita in un intervallo di tempo di 28 giorni. Metà del raccolto ritornerà a Terra congelato per essere analizzato e l'altra metà verrà mangiata dall'equipaggio.

### Zero-g Battery Testing
Negli anni, numerosi membri degli equipaggi hanno segnalato che le batterie in orbita non duravano quanto sulla Terra. Per l'esperimento In the Zero-g Battery Testing un astronauta a bordo della ISS installerà diversi set di batterie in un flash delle macchine fotografiche per cercare di capire perché le batterie non funzionano. Tutte le batterie non funzionanti saranno poi rimandate sulla Terra per ulteriori test.